# シュヴァイトニッツ包囲戦 (七年戦争)

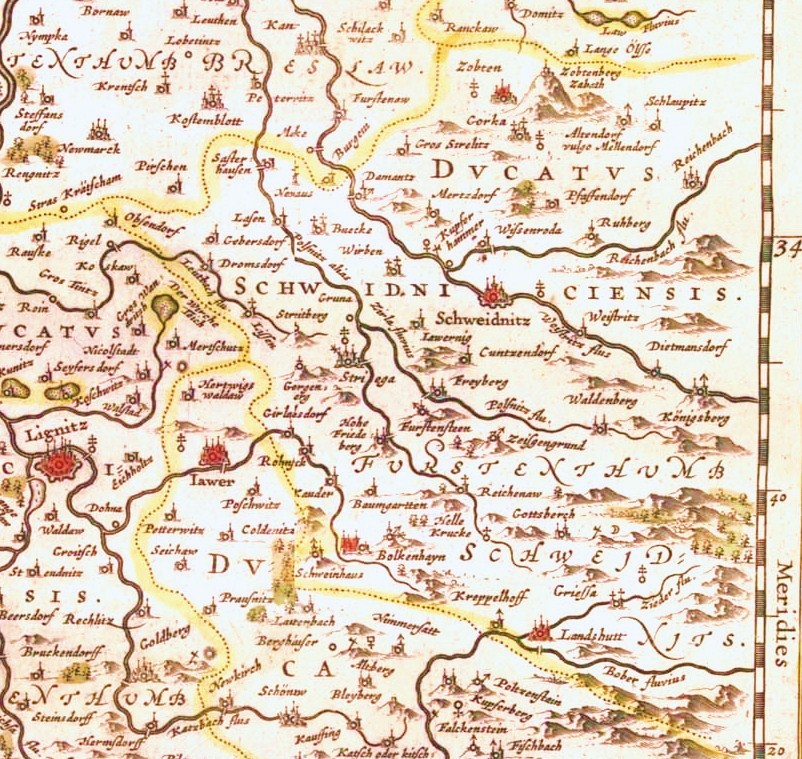
シュヴァイトニッツの地図、1645年

シュヴァイトニッツ包囲戦（シュヴァイトニッツほういせん、ドイツ語: Belagerungen von Schweidnitz）は、七年戦争中に4度おきた、シュヴァイトニッツ要塞（現ポーランド領シュフィドニツァ）の包囲。シュヴァイトニッツは当時プロイセン王国軍のシュレージエンにおける補給基地であり、この要塞を確保することでバルト海岸から川を上って主戦場のボヘミアへ補給を送ることができた。一方のハプスブルク家率いる皇帝軍にとっても、シュヴァイトニッツはザクセン選帝侯領への補給路を確保するための要地であった。
4度の包囲はそれぞれ1757年、1758年、1761年、1762年におき、全て要塞の降伏に終わった。最後の包囲戦に勝利したプロイセン軍は終戦後もシュヴァイトニッツを保持した。

## 第一次包囲
コリンの戦いで勝利した後、フランツ・レオポルト・フォン・ナーダシュディ将軍率いるオーストリア軍はシュヴァイトニッツの包囲に取り掛かった。6週間後の1757年10月末にカール・フォン・アマダイが塹壕からの砲撃を開始、11月11日にはオーストリア軍が要塞側のルネットでつながれた2つの防御陣地を強襲した。オーストリア軍は3列の陣形で攻撃、1列目は撃退されたがアマダイ率いる2列目の攻撃は陣地の占領に成功した。翌12日、フィリップ・ロト・フォン・ゼーアス率いる守備隊は降伏した。

## 第二次包囲
第一次包囲の後、シュヴァイトニッツはオーストリア軍のシュレージエンにおける要塞の1つとなっていた。その駐留軍8千人の指揮官はフランツ・ルートヴィヒ・フォン・テュールハイムであり、彼は要塞を修理し、補給を運び込んだ。
1757年末にブレスラウ包囲戦が終わると、次の目標がシュヴァイトニッツであることは明らかであった。実際、プロイセン軍は1758年3月に攻城兵器を準備したが、悪天候により塹壕からの砲撃が始まったのは4月1日のことであった。
プロイセン側では工兵のヨハン・フリードリヒ・フォン・バルビが工事をはじめ、夜のうちにガルゲン砦（Galgenfort、1号要塞とも）へ400歩ずつ接近した。プロイセン騎兵の一軍がゼビシュドルフ（Säbischdorf、現ポーランド領ザヴィシュフ）近くの山の後ろに移動して連絡線を確保した。4月2日の夜には砲台を築き始めたが、オーストリア軍が準備を整えていたため、プロイセン軍は押し返された。攻撃を成功させるには集中砲火で攻めるしかないため、プロイセン軍はこの時は反撃しなかった。5日、12ポンド砲がいくつか運び込まれたため要塞への通路への砲撃が開始され、オーストリア軍の大砲は攻撃を受けて使用不能になった。
6日、砲台が完全には完成しないことが明らかになったため、フリードリヒ2世はもう待たないことを決定、まだ完成していない大砲も射撃させてオーストリア軍の大砲を破壊することを命じた。8日、大砲5門が要塞への砲撃をはじめた。これによりオーストリア軍の砲撃が止んでプロイセン軍が前進しはじめた。10日から15日までバルビの工事が進み、15日には攻城梯子を使っての強襲が決定され、翌16日にクリスティアン・フリードリヒ・フォン・ディーリッケ率いる軍勢が塹壕に集結した。プロイセン軍は1時にガルゲン砦とヤウアーリンガー砦（Jaueringer Fort）への集中砲火をはじめ、同時に強襲部隊が前進し、擲弾兵の3個連隊も前進した。掩護に続いて強襲部隊の小部隊が進んでガルゲン砦を制圧、駐留軍である士官3人と兵士153人は捕虜にされた。
主要塞を失ったテュールハイムはプロイセン軍の指揮官ヨアヒム・クリスティアン・フォン・トレスコーとの交渉を開始、4月18日に正式に降伏した。オーストリア軍5千人が捕虜になった一方、プロイセン軍は死者10名、負傷48名しか出さなかった。
その後、要塞の指揮官にはレオポルト・フォン・ツァストローが任命され、4個大隊が守備軍として駐留した。

## 第三次包囲
オーストリア軍の指揮官エルンスト・ギデオン・フォン・ラウドンは1761年9月にシュヴァイトニッツ要塞を再び包囲した。9月30日、1757年の包囲を成功させたカール・フォン・アマダイはクンツェンドルフ・バイ・シュヴァイトニッツの村で集結し、翌10月1日の朝2時に4列で要塞を強襲した。アマダイ軍は激しい抵抗をはねつけてアウトワークを占領、ランパートも登りきった。守備軍の指揮官レオポルト・フォン・ツァストローは降伏せざるを得なかった。戦闘によりプロイセン軍は捕虜3,776人、負傷者1,000人以上を出し、大砲211門と大量の食料と弾薬を奪われた。

## 第四次包囲
1762年6月21日、フリードリヒ・ボギスラフ・フォン・タウエンツィーンはカール・ヴィルヘルム・フォン・ディースカウ率いる砲兵隊とルフェーブル（Lefebvre）率いる穴掘り部隊を含む21個大隊と25個部隊を率いてシュヴァイトニッツの包囲を開始し、8月7日に要塞を完全に包囲した。この時のオーストリア駐留軍は約1万2千人であった。
プロイセン軍の攻撃目標はヤウアーリンガー砦（Jaueringer Fort、シュティーギツァー砦（Stiegitzer Fort）とも）であった。8月13日、砦の前にあるログハウスが爆発した。オーストリア軍はここで要塞陥落の危機に気づき、15日から16日にかけての夜に1,500人でプロイセン軍の砲台と包囲軍を撹乱しようとしたが失敗、さらにレオポルト・フォン・ダウン率いる救援軍が16日のライヒェンバッハの戦いでプロイセン軍に敗れた。一方のプロイセン軍も19日に攻撃を仕掛けたが失敗、オーストリア軍が砲台を強化したため一時的に撤退した。22日の攻撃も失敗し、坑道戦への移行が決定された。爆弾室の準備は31日に完了したが、その間にもオーストリア軍の砲撃はだんだんと激しくなり、準備は困難を極めた。
爆弾は9月1日に爆発し、長さ94フィート、広さ26フィートの大穴が開き、プロイセン軍にすぐに占領された。プロイセン軍は要塞から撃たれた砲火から身を守るために、占領範囲を拡大しようとしたが、5日には一旦撤退せざるを得なかった。しかしオーストリア軍にも問題がおき、7日には火薬の使用を制限した。これはプロイセン軍に有利だったが、雨が降り続けたため爆弾で開いた大穴に水が溜まり、穴に身を隠せなかったプロイセン兵士が大損害を出す結果となった。9月10日、もう1つのログハウスが爆発したが、前進しようとしたプロイセンの包囲軍に対しオーストリア軍は爆弾で押し返した。 このため、プロイセン軍は爆弾をもう1つ準備し、今度は16日に爆発して長さ60フィート、広さ15フィートの穴を開けた。プロイセン軍はヤウアーリンガー砦からの激しい砲撃に晒されつつ、2つの穴を繋げる道を築き、足場の確保に成功した。21日、フリードリヒ2世は別の砦に放火してオーストリア軍の目を逸らすことを命令、作戦に失敗したルフェーブルを更迭、また大本営をペーテルスヴァルダウ（Peterswaldau、現ポーランド領ピエシツェ）からベーゲンドルフ（Bögendorf、現ポーランド領ヴィトショフ・ゴルニ）へ移動した。その後数日間、プロイセン軍は砦に接近するために爆弾を何度も爆発させた。10月8日、ヤウアーリンガー砦の火薬庫が爆発して、プロイセン軍のフォン・モルトケ中隊とザクセン＝ゴータ・ウムス・レーベン中隊によりオーストリア軍が200人の損害を出した。同日、プロイセン軍の爆弾が再び爆発、砦に甚大な損害を与えた。
ここにきてプロイセン軍の坑道戦の成功が明らかになり、オーストリア軍の指揮官フランツ・フォン・グアスコは10月9日に降伏、残ったオーストリア軍9千人とともに捕虜になった。包囲中、オーストリア軍では士官80人と兵士2,947人が死亡した。